# فريدة جلال
فريدة جلال (14 مايو 1949 -) هي ممثلة هندية.

## حياتها ونشأتها
ولدت فريدة في 14 مايو 1949 في نيو دلهي بدات مهنة التمثيل منذ 1960 إلى الآن كانت دائما ما تلعب دور الأخت والأم شاركت في تضيف مهرجان فيلم فير 50 عام 2005 لاختيار أفضل الأفلام الهندية من 1975 إلى 2005 حيث اختير فيلم الشعلة لاميتاب باتشن وجايا باتشن و الجميلة هيما ماليني و دارمندرا كان متزوجا من الممثل جلال Tabrez Barmavar، الذي ينحدر من Bhatkal وتوفي في سبتمبر 2003، لديهم ابن اسمه ياسين. فريدة جلال على الرغم من ذلك لم يتمكن من كسر الرئيسية كما البطلة ضد أي نجم كبير باستثناء راجيش خانا في Aaradhana، لكنها لعبت دورا قياديا في جيفان ريخا التي كان زوجها Tabrez البطل. كانت بران واجيت أيضا في الفيلم. وكان أغنية من فيلم 'يار مجرد، مري baahon لي اجا' بواسطة محمد رافي من هذا الفيلم أصبحت ذات شعبية كبيرة، ولا تزال شعبية ..

كما أن لديها البعض من الجوائز

أفضل ممثلة مساعدة فلم فير 1972-1992-1996

أفضل ممثلة الجماهير فلم فير 1995

أفضل ممثلة فلم بنغال 1996

ظهرت في 132 فلم هندي

ظهرت في 11 مسلسل وبرنامج تلفزيوني

## وصلات خارجية
- فريدة جلال على موقع IMDb (الإنجليزية)
- فريدة جلال على موقع ألو سيني (الفرنسية)
- فريدة جلال على موقع ميوزك برينز (الإنجليزية)
- فريدة جلال على موقع أول موفي (الإنجليزية)
- فريدة جلال على موقع قاعدة بيانات الفيلم (الإنجليزية)
- فريدة جلال على موقع كينوبويسك (الروسية)